# Part of Me
Part of Me – piosenka amerykańskiej piosenkarki Katy Perry. Utwór gatunku pop został napisany przez Perry i Bonnie McKee, podczas gdy produkcją zajęli się Dr. Luke, Max Martin i Cirkut. Pod koniec 2010 roku, demo piosenki wyciekło do internetu. Krytycy muzyczni porównywali piosenkę do poprzedniego singla Perry „California Gurls” z 2010 roku. Twierdzą też, że słowa są skierowane do ex-chłopaka wokalistki Travisa McCoya. Po wykonaniu piosenki na 54. Grammy Awards, utwór zadebiutował na pozycji 1 na Billboard Hot 100.

## Tło
Utwór pierwotnie został napisany przez Perry, Dr Luke, Bonnie McKee, i Maxa Martina na album „Teenage Dream”. 30 grudnia 2010, pełna wersja demonstracyjna wycieka do internetu. W 2012 roku, „Part of Me” została oficjalnie wydana jako pierwszy singiel z reedycji Teenage Dream. Utwór jest dostępny cyfrowo do pobrania od 21 lutego 2012.

## Teledysk
Perry rozpoczęła prace nad klipem do „Part of Me” w dniu 16 lutego 2012. Miało to miejsce w Kalifornii.

## Wykonania na żywo
12 lutego 2012 roku, Perry wykonywała utwór po raz pierwszy na żywo na 54th Grammy Awards,
17 marca 2012 roku na Let’s Dance for Sports Relief na antenie BBC One
22 marca 2012 roku na rozdaniu Echo Awards,
31 marca 2012 roku na Kids’ Choice Awards

## Track lista
- Digital download[3]

1. „Part of Me” – 3:35

## Notowania
Pod koniec lutego, utwór zadebiutował jako numer jeden na Billboard Hot 100, stając się siódmą piosenką na szczycie listy, oraz szóstym singlem z albumu Teenage Dream.

## Pozycje na listach
| Lista przebojów (2012)                                 | Najwyższa pozycja |
| ------------------------------------------------------ | ----------------- |
| Australia (ARIA)                                       | 5                 |
| Austria (Media Control AG)                             | 25                |
| Belgia (Ultratop Flamandia)                            | 52                |
| Belgia (Ultratop Wallonia)                             | 41                |
| Białoruś (Official Singles Charts)                     | 13                |
| Boliwia (Official Singles Chart)                       | 2                 |
| Brazylia (Billboard Brasil)                            | 1                 |
| Bułgaria (Top 40 Singles)                              | 33                |
| Chorwacja (YE)                                         | 7                 |
| Cypr (Official Singles Chart)                          | 11                |
| Czechy (IFPI)                                          | 43                |
| [A] Estonia (Eesti Top 40)                             | 4                 |
| Ekwador (Official Singles Chart)                       | 10                |
| Filipiny (Official Singles Chart)                      | 8                 |
| Finlandia (Suomen virallinen lista)                    | 43                |
| Francja (SNEP)                                         | 46                |
| Gruzja (Georgian Official Top 20)                      | 8                 |
| Hiszpania (PROMUSICAE)                                 | 48                |
| Holandia (MEGA Singles Top 100)                        | 27                |
| Hongkong (Singles Top 20)                              | 2                 |
| Irlandia (IRMA)                                        | 5                 |
| Islandia (Tónlist)                                     | 12                |
| Indonezja (LIMA)                                       | 31                |
| Izrael (Official Singles Chart)                        | 13                |
| Japonia (Japan Hot 100)                                | 20                |
| Kanada (Billboard Canadian)                            | 1                 |
| Korea Południowa (GAON)                                | 76                |
| Kostaryka (Top 40 Singles)                             | 29                |
| Libia (NRJ Lebonan)                                    | 8                 |
| Litwa (Official Singles Chart)                         | 16                |
| Malezja (RIM)                                          | 14                |
| Malta (Official Singles Chart)                         | 6                 |
| Mauritius (Official Singles Chart)                     | 4                 |
| Nowa Zelandia (Media Control AG)                       | 1                 |
| Paragwaj (Official Singles Chart)                      | 29                |
| Peru (Official Singles Chart)                          | 7                 |
| Polska (APCCHART)                                      | 19                |
| [A] Polska (ZPAV)                                      | 11                |
| Singapur (Official Singles Chart)                      | 2                 |
| Słowacja (IFPI)                                        | 29                |
| Szkocja (The Official Charts Company)                  | 1                 |
| Szwajcaria (Media Control AG)                          | 33                |
| U.S.A (Billboard)                                      | 1                 |
| Turcja (Billboard Türkiye)                             | 15                |
| Ukraina (Official Singles Chart)                       | 22                |
| UK (The Official Charts Company)                       | 1                 |
| Włochy (FIMI)                                          | 17                |
| Zjednoczone Emiraty Arabskie (Official Singles Charts) | 1                 |

Adnotacje
- A ^ Notowanie Airplay.

## Track lista
- Digital download

1. „Part of Me” – 3:35